# Sergiy Popov
Sergiy Sergiyovych Popov, em ucraniano:Сергій Сергійович Попов (Zaporíjia, 6 de agosto de 1991) é um jogador de vôlei de praia ucraniano.

## Carreira
No ano de 2008, formou dupla com Valeriy Samoday e disputaram o Campeonato Mundial Sub-19 de Vôlei de Praia em Haia, finalizando na décima nona posição, e no mesmo ano, disputaram o Campeonato Europeu Sub-18 em Loutraki e terminaram com a medalha de prata.E juntos também em 2009, eles conquistaram a inédita medalha de ouro Campeonato Mundial Sub-19 de Vôlei de Praia em Alanya.
Em 2009, no Vôlei indoor, representou a seleção juvenil na qualificatória para o Mundial Sub-21 de 2009 e no Campeonato Europeu Sub-20 de 2010.Na temporada de 2012-13, foi jogador do time Crimsoda Krasnoperekopsk, atuando na posição de líbero, ocasião da conquista dos vice-campeonatos na Copa da Ucrânia e na Liga A Ucraniana, além da décima terceira posição na Taça CEV. Nas competições de 2013-14, permaneceu no mesmo clube e conquistou o quarto lugar na Liga A Ucraniana, e disputou a Taça CEV e a Challenge Cup.
Nas areais também  atuou com Valeriy Samoday na temporada de 2010,  estrearam no Circuito Mundial, no Aberto de Kristiansand e terminaram na vigésima quinta colocação, ainda obtiveram a medalha de bronze no Campeonato Europeu Sub-20 em Catânia, o décimo sétimo lugar no Campeonato Europeu Sub-22 em Cós e a vigésima quinta posição no Campeonato Mundial Sub-21 em Alanya.
No ano de 2011, esteve com Valeriy Samoday na conquista da medalha de ouro no Campeonato Mundial Sub-21 em Halifax. No ano seguinte, conquistaram a medalha de ouro no Campeonato Europeu Sub-22 em Assen e no circuito mundial conseguiram o décimo sétimo lugar no Grand Slam de Stare Jabłonki.
Com Valeriy Samoday, disputou o circuito mundial, e o quinto lugar no Aberto de Anapa configurou como melhor resultado no certame e terminou na décima terceira posição no Campeonato Mundial Sub-22 em Mysłowice, já pelo circuito ucraniano foi  segundo colocado em Saky e campeão em Kherson, Cherkasy e na etapa final em Saky.No Campeonato Mundial de 2013, estiveram juntos na décima sétima posição.
Na temporada de 2014, passou a formar dupla com Illia Kovalov, conquistaram os vice-campeonatos no circuito nacional em Primorsk e Kiev, conquistando o título na etapa de Kharviv com Oleksii Denin e o quinto lugar com Oleksandr Ioisher na etapa de Odessa. A dupla com Oleksii Denin permaneceu competindo no ano de 2016 e 2017,  e neste  ano esteve com Vladyslav Iemelianchyk, também com Illia Kovalov conquistou o quarto lugar no torneio uma estrela em Aalsmeer referente ao circuito mundial de 2018.
Ao lao de Vladyslav Iemelianchyk conquistou no circuito ucraniano o títulos em Koropovo e Zaporíjia, na sequência pelo circuito mundial de 2018, o título  do torneio uma estrela em Poreč e o bronze em Vaduz, além do quinto lugar no torneio três estrelas em Qinzhou  ao lado de Iaroslav Gordieiev. Em 2019, esteve com Maksym Gladun no quatro estrelas de Haia, depois, deu continuidade a dupla com Iaroslav Gordieiev e o vice-campeonato da Continental Cup em Bettystown e o décimo sétimo lugar no Campeonato Europeu em Moscou e esteve em 2020 no torneio quatro de Doha, esteve com Iaroslav Gordieiev.
No período de 2021, esteve com Maksym Gladun na terceira colocação na Continental Cup em Madrid, depois com Vladyslav Iemelianchyk obteve o nono lugar na fase final da Continental Cup  e terminaram na vigésima quinta posição no Campeonato Europeu em Viena, mesmo ranking obtido no quatro estrelas de Ipanema com Eduard Reznik. Com este jogador,  foi vice-campeão na etapa nacional em Rorschach, também conquistou os vice-campeonatos no Future de Lecce e Białystok, além do segundo lugar também no Challenge no I evento em Dubai,  quarto lugar no Challenge das Maldivas.
Em 2023, retoma a parceria com Eduard Reznik  e conquistaram a medalha de bronze no Campeonato Europeu de Voleibol em Viena.Disputaram a edição do Campeonato Mundial de Vôlei de Praia de 2023 nas cidades mexicanas de Tlaxcala de Xicohténcatl,  Apizaco e Huamantla terminaram em décimo sétimo lugar.

## Títulos e resultados
- 1* de Poreč do Circuito Mundial de 2018
- Challenge de Dubai (I) do Circuito Mundial de 2022
- Challenge das Maldivas do Circuito Mundial de 2022
- Future de Białystok do Circuito Mundial de 2022
- Future de Lecce do Circuito Mundial de 2022
- 1* de Vaduz do Circuito Mundial de 2018
- Challenge das Maldivas do Circuito Mundial de 2022
- 1* de Aalsmeer do Circuito Mundial de 2018